# Sára Salkaházi
Sára Salkaházi (Požun, 11. svibnja 1899. – Budimpešta, 27. prosinca 1944.), mađarsko slovačka rimokatolička redovnica, novinarka, dušobrižnica i blaženica, žrtva nacističkih progona zbog spašavanja više stotina Židova tijekom Drugog svjetskog rata. Poznata je po osnivanju sigurnih kuća i prihvatilišta za brojne djevojke, majke i radnice pružajući im smještaj te materijalnu i duhovnu pomoć.
Rođena je 1899. godine u Požunu (Košicama), tada u sastavu ugarskog dijela  Monarhije u obitelji Leopolda i Klotilde Salkahazin, vlasnika obiteljskog hotela, njemačkoga podrijetla. Školovala se za učiteljicu, a kao novinarka pisala je za službeno glasilo Čehoslovačke komunističke partije. Bila je uvjerena ateistica, a prije redovništva se i udala, ali ubrzo i rastala.
Redovničke zavjete položila je 1930. godine i pridružila se Sestrama društvene službe. Ubrzo je u rodnom gradu preuzela vodstvo Caritasa, a vodila je katoličku knjižaru i uređivala i izdavala časopis Katolkinja.
Vodila je brojne udruge vjernika laika, s posebnim naglaskom na sestrinstva i zajednice žena (Pokret katoličkih radnica), pod pokroviteljstvom Slovačke biskupske konferencije. Izgradila je i prvi katolički koledž za radnice u državi, u blizini Balatona. Tijekom rata otvarala je i radničke domove u kojima je držala tečajeve ospobljavanja i organizirala duhovne obnove.
Napisala je i dramu o životu sv. Margarite, u čast njezine kanonizacije 1943. godine. Iako ju je rat spriječio u odlazak u misiju u Brazil, u Budimpešti je otvorila sigurne kuće u kojima je smještala Židove progonjene od nacističkih vlasti. Osobno je, prema svjedočanstvima preživjelih, spasila 100 Židova, a članice njezina reda spasile su ih više stotina samo u Budimpešti.
Nakon što su pripadnici pro-nacističke stranke Strelasti križevi uhapsili i kod Dunava strijeljali četiri Židova i jednog kršćanskog laika, zameo joj se svaki trag i njezino tijelo nije pronađeno. Životnu krilaticu izabrala je 1929. godine iz knjige proroka Izaije (6 8b) Evo me, mene pošalji!